# John Jamieson Carswell Smart
John Jamieson Carswell Smart, auch: Jack Smart oder J.J.C. Smart, (* 16. September 1920 in Cambridge; † 6. Oktober 2012) war ein britisch-australischer Philosoph.

## Leben
Smarts Eltern waren schottischer Herkunft – sein Vater lehrte Astronomie in Cambridge, wo der Sohn die Leys School besuchte. Danach studierte Smart Mathematik, Physik und Philosophie an der Universität Glasgow. Er lehrte als Professor von 1950 bis 1972 an der University of Adelaide, von 1972 bis 1976 an der La Trobe University und von 1976 bis zu seiner Emeritierung 1985 an der Australian National University. Smart beendete seine Laufbahn als Professor emeritus an der Monash University. Seine Hauptarbeitsgebiete waren die Philosophie des Geistes, die Religionsphilosophie, die Ethik und die Metaphysik. Ihm zu Ehren wurden 1999 an der Australian National University die Jack Smart Lectures begründet.

## Position
Smart wurde durch den 1959 veröffentlichten Aufsatz Sensations and Brain Processes international bekannt. Dieser Aufsatz lieferte – nebst einem weiteren Aufsatz des Philosophen Ullin Place –, mit der Identitätstheorie eine materialistische Antwort auf das Leib-Seele-Problem. Kernelement der Theorie ist die Sichtweise, dass mentale Zustände des Geistes immer exakt neuronalen Zuständen des Gehirns entsprechen.
In Fragen der Metaphysik vertrat Smart einen starken Realismus, der sich an den Erklärungserfolgen der Naturwissenschaften orientiert. Nach Smart müssen wir unsere alltäglichen Überzeugungen aufgeben, wenn sie mit den Ergebnissen naturwissenschaftlicher Forschung kollidieren. In diesem Sinne argumentierte Smart etwa, dass wir unsere Erfahrung einer absolut voranschreitenden Zeit als eine vorwissenschaftliche Illusion betrachten sollten. In seiner Argumentation bezieht sich Smart auf McTaggarts Philosophie der Zeit und insbesondere auf dessen B-Serie.
In der Ethik vertrat Smart eine handlungsutilitaristische Position und argumentierte gegen den Regelutilitarismus. Er führte zwei Hauptargumente gegen den Regelutilitarismus ins Feld. Dem Ersten zufolge falle der Regelutilitarismus notwendigerweise in den Handlungsutilitarismus zusammen, da keine adäquaten Kriterien dafür aufgestellt werden können, was als Regel zähle. Dem Zweiten folgend, ergebe sich ein Problem daraus, dass Regelutilitaristen, selbst wenn Kriterien für Regeln aufgestellt werden könnten, dazu verpflichtet seien, sich an diese Regeln zu halten, obwohl es besser wäre sie zu brechen. Da Smart sich nicht auf eine hedonistische, sondern auf eine präferenzenbasierte Theorie von Wohlbefinden stützt, wird seine Version des Konsequentialismus auch als Präferenzutilitarismus bezeichnet. Seine Arbeit an diesem Konzept hat insbesondere australische Philosophen wie Peter Singer und Phillip Pettit beeinflusst.
In der Religionsphilosophie postuliert er einen konsequenten Atheismus.

## Werke (Auswahl)
- The River of Time. In: Mind LVIII (1949), S. 483–494
  - Deutsche Übersetzung: Der Fluß der Zeit. In: Walther Ch. Zimmerli, Mike Sandbothe (Hrsg.): Klassiker der modernen Zeitphilosophie. Wissenschaftliche Buchgesellschaft, Darmstadt 1993, ISBN 3-534-12013-2, S. 106–119
- Sensations and Brain Processes. In: Philosophical Review. Band 68, 1959
- Philosophy and Scientific Realism. Routledge & Kegan Paul, London 1963, ISBN 0-7100-7264-3.
- Problems of Space and Time. New York 1964 (editor)
- Between Science and Philosophy. Introduction to the Philosophy of Science. Random House, New York 1968
- Utilitarianism. For and Against. Zusammen mit Bernard Williams, 1973
- Ethics, Persuasion and Truth.  Routledge & Kougan, London 1984
- Essays Metaphysical and Moral. Selected Philosophical Papers. 1987
- Our Place in the Universe. A Metaphysical Discussion. 1989
- Atheism and Theism (Great Debates in Philosophy). Zusammen mit J. J. Haldane, 1996
- Time and Cause Essays. Presented to Richard Taylor. Springer, New York 2010, ISBN 978-90-481-8358-6.